# Onagrodes oosyndica
Onagrodes oosyndica är en fjärilsart som beskrevs av Louis Beethoven Prout 1958. Onagrodes oosyndica ingår i släktet Onagrodes och familjen mätare. Inga underarter finns listade i Catalogue of Life.